# Megafón, o la guerra

Megafón, o la guerra es una novela del escritor argentino Leopoldo Marechal. Fue publicada por primera vez por Editorial Sudamericana, en 1970.
El libro fue publicado poco después de la muerte del escritor, en el mismo año. Es la tercera novela de Marechal; las anteriores fueron: Adán Buenosayres, de 1948, y  El banquete de Severo Arcángelo, de 1965.
Megafón, o la guerra tiene una trama asentada sobre los hechos políticos ocurridos en Argentina entre 1956, con el fusilamiento del general Juan José Valle y la matanza de los detenidos (narrada por Rodolfo Walsh en Operación Masacre), y la dictadura del general Juan Carlos Onganía, de 1966. Megafón recoge los años de la resistencia peronista después del derrocamiento de  Perón, en 1955.

## La obra
Megafón, o la guerra es una novela política que se desarrolla en los años de la resistencia peronista después de la caída del gobierno de Perón, los fusilamientos y persecuciones que le siguieron. 
La novela está narrada con una intención épica y estructurada con un Introito del autor–cronista-protagonista, y diez capítulos, considerados  Rapsodias. La novela se centra en hechos que ocurren entre 1956 y 1957, pero el relato incorpora sucesos de un período que se extiende hasta más de diez años después. Con un lenguaje barroco y un tono irónico, Marechal critica y parodia a los que considera usurpadores del poder (el gobierno militar de la Revolución Libertadora).
La epopeya de Megafón se inicia con la rebelión del protagonista que decide actuar después de los fusilamientos y luchar contra la dictadura y la persecución a los peronistas. Continúa con el reclutamiento en el manicomio de los que irán a combatir y la liberación de Samuel Tesler, personaje de Adán BuenosAyres basado en el poeta Jacobo Fijman. 
La epopeya de Megafón se inicia con Asedio al Intendente y sigue con diferentes personajes que son representación de los que detentan el poder: el burgués ministro de economía; el gobernante militar, el Gran Oligarca y el embajador estadounidense. Y se extiende a lo largo de un recorrido histórico-metafórico-metafísico, concluyendo en un final heroico en Las Dos batallas de Megafón.